# Castello di Doudleby nad Orlicí
Il castello di Doudleby nad Orlicí (in ceco Zámek Doudleby nad Orlicí) si trova nella città omonima del Distretto di Rychnov nad Kněžnou nella Regione di Hradec Králové della Repubblica Ceca. La sua storia inizia nel XVI secolo.

## Storia

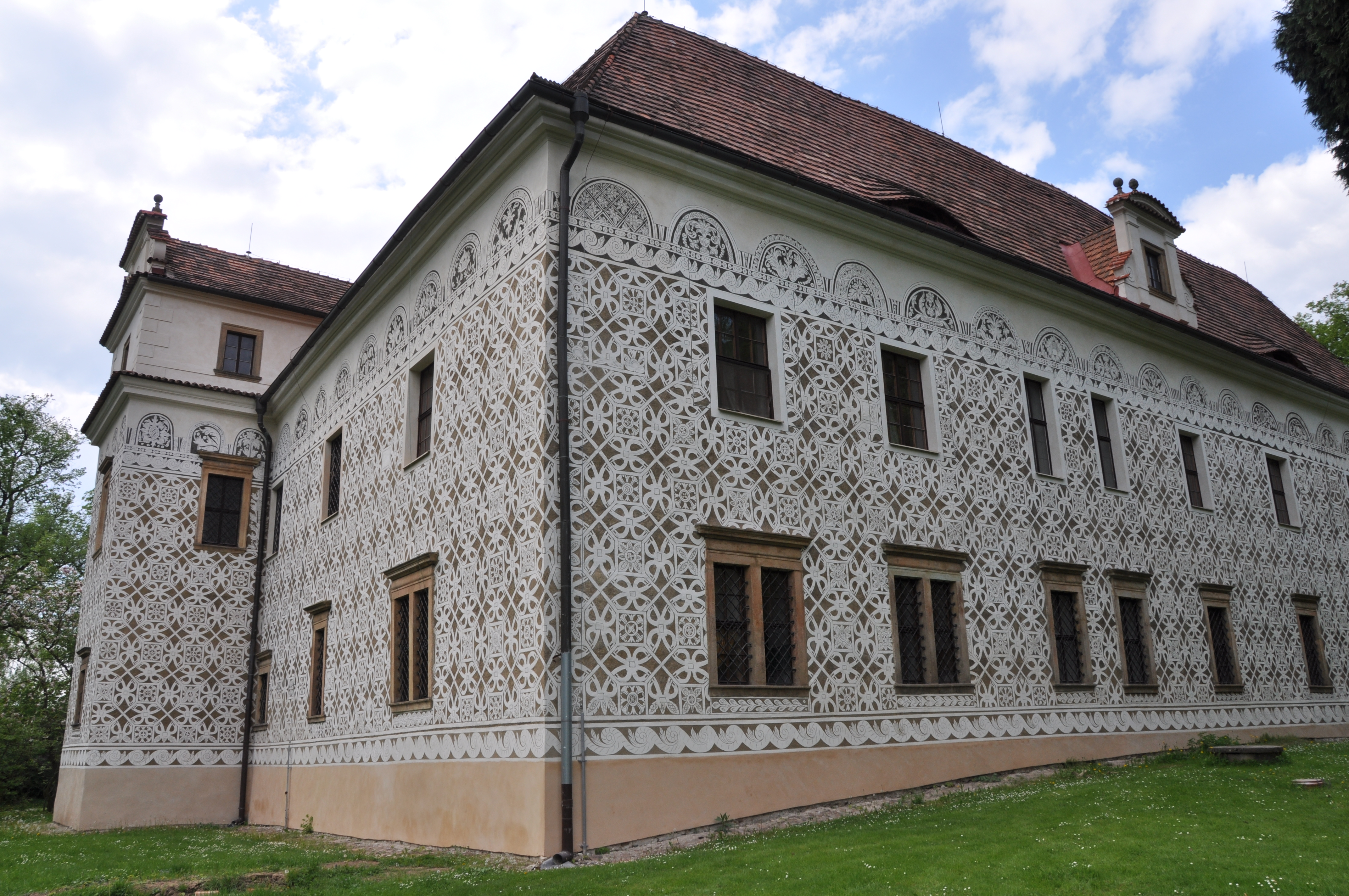
Castello di Doudleby nad Orlicí

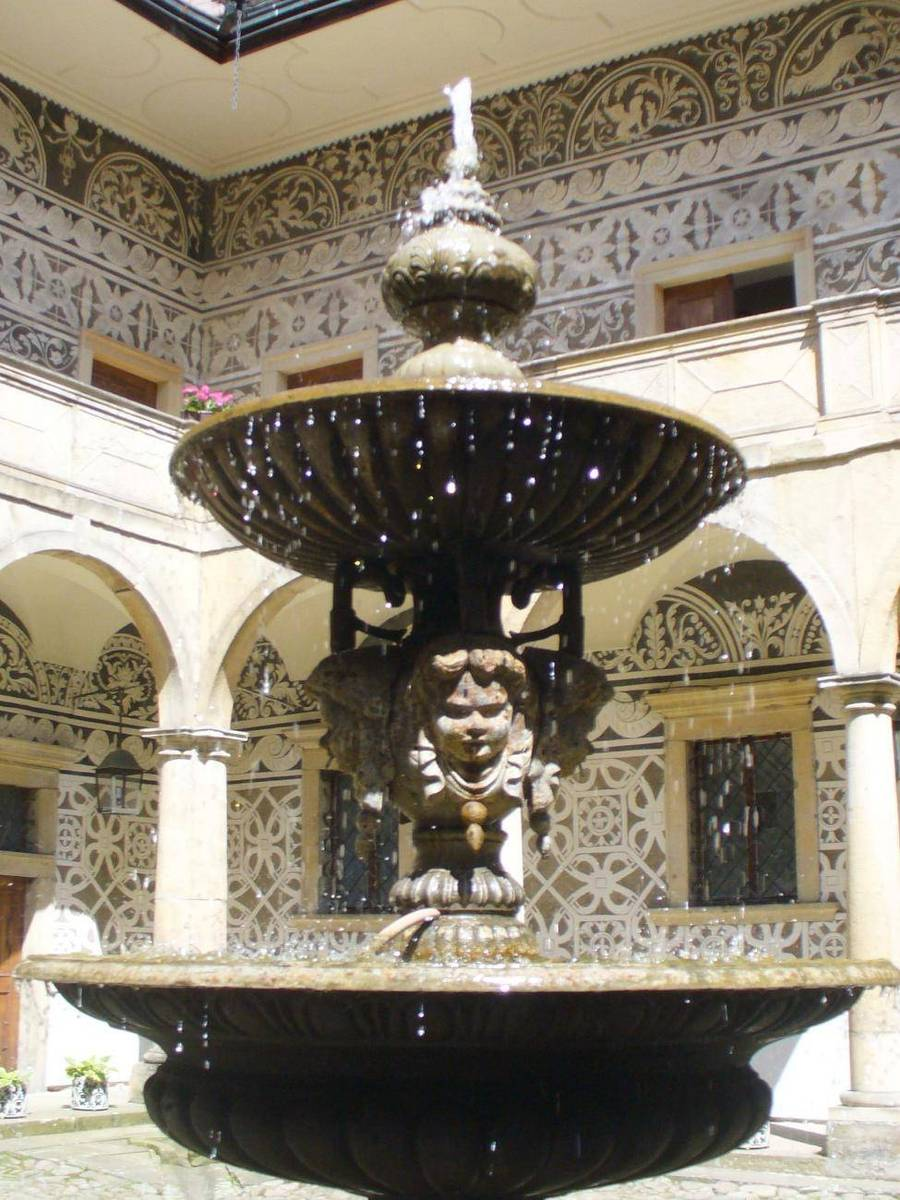
Fontana nel cortile del castello di Doudleby nad Orlicí

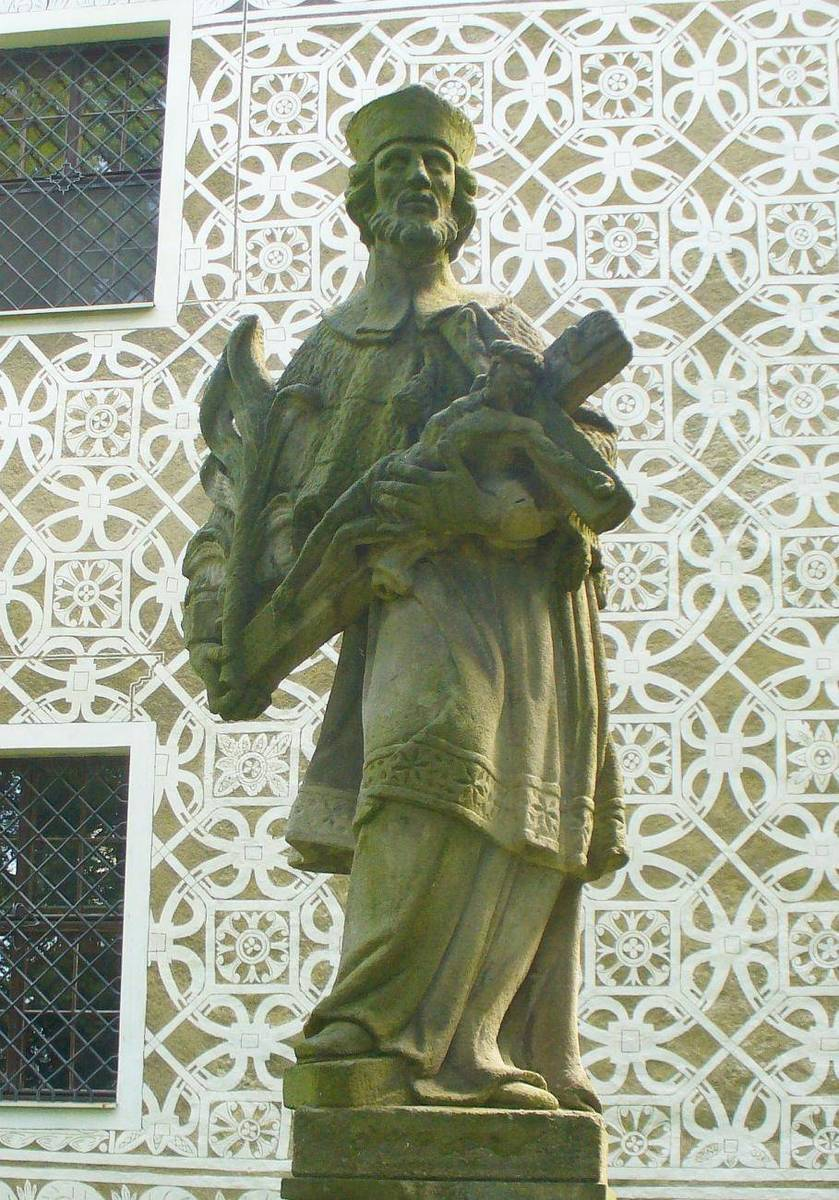
Statua raffigurante Giovanni Nepomuceno davanti al castello, nel parco

Il castello fu costruito tra il 1585 e il 1590 dalla famiglia ceca dei signori di Bubn probabilmente sul sito di una preesistente fortezza gotica e nei primi tempi fu utilizzato come residenza di caccia. Fu modificato strutturalmente intorno al 1630 sotto Jindřich Jan Bubn e nuovamente alla fine del secolo seguendo lo stile barocco. Fu oggetto di interventi di restauro nel 1886 e poi negli anni sessanta del XX secolo. Il castello è appartenuto quasi sempre alla famiglia di Bubn. Nel dicembre 1918 la nobiltà fu abolita da un emendamento legislativo statale e anche i titoli nobiliari non si poterono più usare incidendo negativamente anche sulle opere di manutenzione della struttura. Durante l'occupazione tedesca iniziò il suo declino che si aggravò durante il periodo sovietico. Dopo il 1991 si iniziò a parlare di demolirlo ma la scoperta sotto gli intonaci del soffitto di antichi affreschi suscitò un nuovo interesse e fece sì che venisse restaurato e reso agibile al pubblico ospitando nelle sue sale un museo militare, e una mostra di merletti Vamber.

## Descrizione
Il castello e il suo parco si trovano nella città di Doudleby nad Orlicí nella Regione di Hradec Králové, Repubblica Ceca. Il castello conserva un certo carattere difensivo nella sua struttura poiché il cortile interno è circondato, quindi protetto, su tutti e quattro i lati. Vi sono portici aperti con colonne toscane al piano terra. Originariamente erano dotati di un portico in legno che venne sostituito nel 1630 da un camminamento in pietra. A questo stesso periodo risale anche il portale in pietra posto all'ingresso al castello. Vicino al castello sul lato ovest si trova una statua raffigurante Giovanni Nepomuceno. Una delle caratteristiche estetiche particolari del castello è costituita dai bei graffiti sulle facciate. Nelle sale interne sono degni di nota i dipinti risalenti al primo barocco.

### Monumento culturale della Repubblica Ceca
La tutela dei monumenti della Repubblica Ceca considera il castello di Doudleby nad Orlicí un monumento culturale tutelato col numero di catalogo 1000142021.